# Вионе
Вио̀не (на италиански: Vione, на източноломбардски: Viù, Виу) е село и община в Северна Италия, провинция Бреша, регион Ломбардия. Разположено е на 1250 m надморска височина. Населението на общината е 718 души (към 2013 г.).